# Campionati europei di atletica leggera 2024 - Salto con l'asta maschile
La gara del salto con l'asta maschile dei campionati europei di atletica leggera 2024 si è svolta il 10 e il 12 giugno.

## Podio
| Pos.    | Atleta            | Nazionalità | Tempo    |
| ------- | ----------------- | ----------- | -------- |
| Oro     | Armand Duplantis  | Svezia      | 6,10 m   |
| Argento | Emmanouīl Karalīs | Grecia      | 5,87 m   |
| Bronzo  | Ersu Şaşma        | Turchia     | 5,82 m = |
| Bronzo  | Oleg Zernikel     | Germania    | 5,82 m   |

## Situazione pre-gara

### Record
Prima di questa competizione, il record del mondo, il record europeo e il record dei campionati erano i seguenti.
| Record                | Prestazione | Atleta                  | Data e luogo                               | Competizione               |
| --------------------- | ----------- | ----------------------- | ------------------------------------------ | -------------------------- |
| Record mondiale       | 6,24 m      | Armand Duplantis Svezia | 20 aprile 2024 Xiamen, Cina                | Xiamen Diamond League 2024 |
| Record europeo        | 6,24 m      | Armand Duplantis Svezia | 20 aprile 2024 Xiamen, Cina                | Xiamen Diamond League 2024 |
| Record dei campionati | 6,06 m      | Armand Duplantis Svezia | 20 agosto 2022 Monaco di Baviera, Germania | Campionati europei 2022    |

### Campioni in carica
I campioni in carica a livello europeo erano:
| Campione       | Atleta                     | Prestazione | Data e luogo                               | Competizione                   |
| -------------- | -------------------------- | ----------- | ------------------------------------------ | ------------------------------ |
| Europeo        | Armand Duplantis Svezia    | 6,06 m      | 20 agosto 2022 Monaco di Baviera, Germania | Campionati europei 2022        |
| Europeo indoor | Sondre Guttormsen Norvegia | 5,80 m(i)   | 5 marzo 2023 Istanbul, Turchia             | Campionati europei indoor 2023 |

### La stagione
Prima di questa gara, gli atleti con le migliori tre prestazioni europee dell'anno erano:
| Pos. | Atleta                   | Prestazione | Data e luogo                               |
| ---- | ------------------------ | ----------- | ------------------------------------------ |
| 1    | Armand Duplantis Svezia  | 6,24 m      | 20 aprile 2024 Xiamen, Cina                |
| 2    | Thibaut Collet Francia   | 5,92 m(i)   | 22 febbraio 2024 Clermont-Ferrand, Francia |
| 3    | Emmanouīl Karalīs Grecia | 5,85 m(i)   | 3 marzo 2024 Glasgow, Regno Unito          |

## Risultati

### Qualificazioni
Le qualificazioni si sono disputate a partire dalle 10:18 del 10 giugno. Si qualificano alla finale gli atleti che saltano 5,75 m (Q) o le tredici migliori misure (q).
| Pos. | Gruppo | Atleta                | Nazionalità | 5,25 | 5,45 | 5,60 | 5,70 | Risultato | Note                                     |
| ---- | ------ | --------------------- | ----------- | ---- | ---- | ---- | ---- | --------- | ---------------------------------------- |
| 1    | A      | Oleg Zernikel         | Germania    | -    | o    | o    |      | 5,60 m    | q                                        |
| 1    | A      | Armand Duplantis      | Svezia      | -    | -    | o    |      | 5,60 m    | q                                        |
| 1    | B      | Torben Blech          | Germania    | -    | o    | o    |      | 5,60 m    | q                                        |
| 1    | B      | Ben Broeders          | Belgio      | -    | o    | o    |      | 5,60 m    | q                                        |
| 1    | B      | David Holý            | Rep. Ceca   | o    | o    | o    |      | 5,60 m    | q                                        |
| 6    | B      | Robin Emig            | Francia     | o    | xo   | o    |      | 5,60 m    | q                                        |
| 6    | B      | Piotr Lisek           | Polonia     | -    | xo   | o    |      | 5,60 m    | q                                        |
| 6    | A      | Ersu Şaşma            | Turchia     | -    | xo   | o    |      | 5,60 m    | q                                        |
| 9    | A      | Thibaut Collet        | Francia     | -    | xxo  | o    |      | 5,60 m    | q                                        |
| 9    | A      | Emmanouīl Karalīs     | Grecia      | -    | xxo  | o    |      | 5,60 m    | q                                        |
| 11   | A      | Matěj Ščerba          | Rep. Ceca   | xxo  | xxo  | xo   |      | 5,60 m    | q                                        |
| 12   | A      | Baptiste Thiery       | Francia     | o    | o    | xxo  |      | 5,60 m    | q                                        |
| 13   | B      | Menno Vloon           | Paesi Bassi | -    | xo   | xxo  |      | 5,60 m    | q                                        |
| 14   | A      | Pedro Buaró           | Portogallo  | o    | o    | xxx  |      | 5,45 m    |                                          |
| 14   | B      | Valters Kreišs        | Lettonia    | o    | o    | xxx  |      | 5,45 m    |                                          |
| 14   | A      | Bo Kanda Lita Baehre  | Germania    | -    | o    | xxx  |      | 5,45 m    |                                          |
| 17   | A      | Simen Guttormsen      | Norvegia    | xo   | o    | xxx  |      | 5,45 m    |                                          |
| 18   | B      | Tommi Holttinen       | Finlandia   | o    | xo   | xxx  |      | 5,45 m    | =                                        |
| 19   | B      | Urho Kujanpää         | Finlandia   | o    | xxo  | xxx  |      | 5,45 m    |                                          |
| 19   | B      | Vladyslav Malychin    | Ucraina     | o    | xxo  | xxx  |      | 5,45 m    |                                          |
| 21   | B      | Simone Bertelli       | Italia      | o    | xxx  |      |      | 5,25 m    |                                          |
| 21   | B      | Paweł Wojciechowski   | Polonia     | o    | xxx  |      |      | 5,25 m    |                                          |
| 21   | B      | Dominik Alberto       | Svizzera    | o    | xxx  |      |      | 5,25 m    |                                          |
| 24   | A      | Ylija Kravčenko       | Ucraina     | xo   | xxx  |      |      | 5,25 m    |                                          |
| 24   | A      | Juho Alasaari         | Finlandia   | xo   | xxx  |      |      | 5,25 m    |                                          |
| 26   | A      | Claudio Stecchi       | Italia      | xxo  | xxx  |      |      | 5,25 m    | Miglior prestazione personale stagionale |
| -    | B      | Ioannis Rizos         | Grecia      | xxx  |      |      |      | nm        |                                          |
| -    | A      | Robert Sobera         | Polonia     | -    | xxx  |      |      | nm        |                                          |
| -    | A      | Ivan Horvat           | Croazia     | xxx  |      |      |      | nm        |                                          |
| -    | B      | Pål Haugen Lillefosse | Norvegia    |      |      |      |      | dns       |                                          |

### Finale
La finale si è tenuta il 12 giugno alle ore 20:20.
| Pos     | Atleta            | Nazionalità | 5,35 | 5,50 | 5,65 | 5,75 | 5,82 | 5,87 | 5,92 | 5,97 | 6,02 | 6,10 | 6,25 | Risultato | Note                                     |
| ------- | ----------------- | ----------- | ---- | ---- | ---- | ---- | ---- | ---- | ---- | ---- | ---- | ---- | ---- | --------- | ---------------------------------------- |
| Oro     | Armand Duplantis  | Svezia      | -    | -    | o    | -    | o    | -    | o    | o    | -    | o    | xxx  | 6,10 m    | Record dei campionati                    |
| Argento | Emmanouīl Karalīs | Grecia      | -    | o    | o    | o    | xo   | o    | x-   | x-   | x    |      |      | 5,87 m    | Miglior prestazione personale            |
| Bronzo  | Ersu Şaşma        | Turchia     | -    | o    | o    | o    | xo   | xxx  |      |      |      |      |      | 5,82 m    | =                                        |
| Bronzo  | Oleg Zernikel     | Germania    | -    | o    | o    | o    | xo   | xxx  |      |      |      |      |      | 5,82 m    | Miglior prestazione personale stagionale |
| 5       | Thibaut Collet    | Francia     | -    | xo   | xo   | o    | xo   | xxx  |      |      |      |      |      | 5,82 m    |                                          |
| 6       | Piotr Lisek       | Polonia     | -    | xo   | o    | o    | xxx  |      |      |      |      |      |      | 5,75 m    |                                          |
| 6       | Torben Blech      | Germania    | -    | o    | xo   | o    | xxx  |      |      |      |      |      |      | 5,75 m    |                                          |
| 8       | Menno Vloon       | Paesi Bassi | -    | xo   | o    | xxo  | xxx  |      |      |      |      |      |      | 5,75 m    |                                          |
| 9       | Baptiste Thiery   | Francia     | o    | xo   | xxo  | xxo  | xxx  |      |      |      |      |      |      | 5,75 m    | =                                        |
| 10      | Matěj Ščerba      | Rep. Ceca   | o    | o    | xo   | xxx  |      |      |      |      |      |      |      | 5,65 m    |                                          |
| 11      | Robin Emig        | Francia     | o    | xxo  | xxo  | xxx  |      |      |      |      |      |      |      | 5,65 m    |                                          |
| 12      | David Holý        | Rep. Ceca   | o    | o    | xxx  |      |      |      |      |      |      |      |      | 5,50 m    |                                          |
| 13      | Ben Broeders      | Belgio      | -    | xo   | xxx  |      |      |      |      |      |      |      |      | 5,50 m    |                                          |